# Eucnide durangensis
Eucnide durangensis är en brännreveväxtart som beskrevs av H.J. Thompson och A.M. Powell. Eucnide durangensis ingår i släktet Eucnide och familjen brännreveväxter. Inga underarter finns listade i Catalogue of Life.